# Atherigona naqvii
Atherigona naqvii är en tvåvingeart som beskrevs av Steyskal 1966. Atherigona naqvii ingår i släktet Atherigona och familjen husflugor. Inga underarter finns listade i Catalogue of Life.